# Avenida Portugal
Avenida Portugal - Situada na região da Pampulha em Belo Horizonte, percorre os bairros Santa Amélia, Itapoã, Santa Branca, Copacabana e Jardim Atlântico.
Faz ligação com a avenida Guarapari, etc.
O complexo da Avenida Portugal irá sediar a Estação Pampulha, integrando várias linhas de ônibus ao BRT. Alças e viadutos farão a ligação das avenidas do entorno à central de ônibus. 
A Superintendência de Ensino de Belo Horizonte fica nesta avenida.